# Ecodisseny
L'ecodisseny o disseny ecològic és la incorporació de criteris ambientals en les fases de disseny, producció, distribució, utilització, reciclatge i tractament final de qualsevol producte amb el propòsit de prevenir o reduir l'impacte ambiental durant tot el seu cicle de vida.
L'ecodisseny pot ser introduït al llarg de les diferents etapes del cicle de vida dels productes, i existeixen diferents estratègies d'ecodisseny. Perquè sigui efectiu, cal identificar quina és l'etapa del cicle de vida del producte que cal millorar més i seleccionar l'estratègia més apropiada per a cada producte en concret i per a cada una de les etapes del seu cicle de vida.
Els productes ecodissenyats han de mantenir almenys la mateixa qualitat del seu equivalent en el mercat, són innovadors i tenen un
menor impacte ambiental, a l'haver incorporat el medi ambient com un factor més en el disseny, fabricació i ús del producte

## Avantatges de l'ecodisseny
Les empreses que apliquen l'ecodisseny presenten una sèrie d'avantatges davant d'altres empreses:
- Reducció dels costos de fabricació i distribució mitjançant la identificació dels processos ineficients a millorar i l'assoliment de més valor utilitzant menys recursos naturals.
- Potenciar el pensament innovador dins l'empresa, que pot ajudar a trobar noves solucions i facilitar la creació de noves oportunitats de mercat.
- Reforçament de la imatge de la marca i del producte gràcies a una actitud més innovadora i sensible en relació als temes ambientals.
- Compliment de les normatives ambientals aplicables i anticipació als futurs canvis legislatius. La normativa vigent s'ha de considerar com el punt de partida a millorar.
- Millora de la qualitat dels productes mitjançant l'increment de la seva durabilitat i funcionalitat i fent-los més fàcils de reparar i reciclar.
- Major valor afegit dels productes en tenir un menor impacte ambiental al llarg del seu cicle de vida i una millor qualitat.
- Possibilitat d'accedir als mercats de compra ambientalment correcta o compra verda.
- Possibilitat d'accedir als sistemes d'ecoetiquetatge.
- Ampliació del coneixement del producte i del seu cicle de vida, que pot ser utilitzat en la seva planificació estratègica.

## Estratègies d'ecodisseny
Per a l'aplicació de l'ecodisseny, cal fer una anàlisi ambiental del producte amb alguna de les eines existents (anàlisi del cicle de vida, o altres tècniques que permeten identificar els aspectes i impactes ambientals d'un producte), i decidir l'estratègia d'ecodisseny apropiada. Algunes de les estratègies i accions que les acompanyen són les següents:
1. Desenvolupament de nous conceptes (per exemple, reduir al mínim possible la quantitat de recursos materials utilitzats per tal de desenvolupar la funció del producte o servei).
2. Reducció del consum i diversitat de materials (per exemple, reutilitzar parts del producte, evitar ús de pintures o altres tractaments superficials...).
3. Selecció de materials de menor impacte ambiental (materials derivats de recursos naturals, amb elevat contingut en material reciclat, o que no continguin substàncies perilloses, etc.)
4. Reducció de l'impacte ambiental dels processos productius (ser eficients en l'ús d'aigua i energia, produir pocs residus, etc.).
5. Optimització de la distribució (minimitzar l'ús d'envasos, reduir el pes del producte, etc.)
6. Reducció dels impactes ambientals durant l'ús (incorporar sistemes d'estalvi o millorar l'eficiència en l'ús d'energia i aigua, incorporar l'ús d'energia renovable, etc.)
7. Increment de la vida útil (reutilització del producte, eliminar els punts febles del producte, etc.)
8. Optimització de la gestió de residus (ús de materials reciclables o biodegradables, simplificar el desmuntatge del producte, etc.)